# تپه گلعنبر
تپه گلعنبر مربوط به سده‌های متاخر دوران‌های تاریخی پس از اسلام است و در شهرستان ورزقان، بخش مرکزی، دهستان ازومدل جنوبی، ۳۰۰ متری ضلع شمال شرقی روستای گلعنبر واقع شده و این اثر در تاریخ ۲۷ بهمن ۱۳۸۷ با شمارهٔ ثبت ۲۴۶۹۴ به‌عنوان یکی از آثار ملی ایران به ثبت رسیده است.